# Eva Oubramová
Eva Oubramová (1. března 1939 v Lomu – 21. června 1997 v Mostě) byla básnířka, spisovatelka a žurnalistka.

## Život
Eva Oubramová pracovala nejprve jako metodička tehdejší Okresní knihovny v Mostě. Spolupracovala též s Docela malým divadlem v Litvínově. Na počátku 60. let se začala věnovat literární činnosti. Psala básně, povídky a fejetony, které byly uveřejňovány v Kulturním kalendáři Mostecka a v okresním týdeníku Rozvoj, v jehož redakci posléze působila. Pracovala i v okresním rozhlase po drátě. V roce 1966 odešla do Prahy, kde zhruba rok pracovala v Československém rozhlase jako redaktorka pořadu Mikrofórum. Poté se vrátila zpět do Mostu. Během tzv. normalizace jí bylo zakázáno působit ve veřejném životě. Byla proto zaměstnána jako kopáč v Archeologickém ústavu v Mostě, později pracovala jako řidička sanitky v mostecké nemocnici.
V roce 1990 se vrátila do redakce týdeníku Rozvoj. Spolupracovala též s rozhlasovou stanicí Rádio Svobodná Evropa.

## Dílo
Eva Oubramová po sobě zanechala několik stovek básní, povídek a fejetonů, z nichž ovšem vzhledem k okolnostem byly publikovány jen některé, převážně v regionálním tisku.